# Захарян, Ваник Суренович
Ва́ник Суре́нович Захаря́н (21 марта 1936, Мегри, Армения — 14 апреля 2023) — армянский учёный-математик, академик Национальной академии наук Республики Армения, мастер спорта СССР по шахматам (1961), почётный вице-президент ФИДЕ.

## Биография
В 1959 году поступил в аспирантуру Ереванского государственного университета по специальности «Теория функций», а в 1963 году в Математическом институте АН СССР защитил кандидатскую диссертацию. Его научным руководителем был академик М. М. Джрбашян.
В 1962—1977 годах работал в Ереванском государственном университете, в институте математики и механики АН Армянской ССР, в Государственном педагогическом институте имени Х. Абовяна.
В 1976 году защитил докторскую диссертацию по теме «Особенности и единственность решения задач мераморфных функций на множествах».
С 1977 года В. С. Захарян по решению Учёного совета ГИУА является заведующим департаментом Математики ГИУА.
В 1979 году он получил учёное звание профессора. Научную деятельность В. С. Захарян сочетает с преподавательской деятельностью.
В 1990 году В. С. Захарян был избран членом-корреспондентом, а в 1996 году — действительным членом, академиком НАН РА.
В. С. Захарян является автором более 100 научных, научно-методических работ. Под его руководством многие защитили кандидатские диссертации. Он является участником многих международных математических конференций. Под его редакцией выходят в свет 2 журнала НАН РА.
В. С. Захарян является также мастером спорта СССР по шахматам, многократным чемпионом города и республики.
Дважды становился чемпионом Армении по шахматам (1961, 1976).
В течение 10 лет — с 1994 по 2004 годы — руководил федерацией шахмат Армении. Был одним из главных организаторов 32-й Всемирной шахматной олимпиады (1996) и 5-го командного чемпионата мира (2001).
С 1990 года В. С. Захарян зам. председателя Шахматной федерации Армении, с 1994 года — председатель, с 2004 года — почётный председатель.
С 1996 года В. С. Захарян является зам. председателем Международной Шахматной федерации, в должности которого был переизбран в 1998 и 2002 годах.
ФИДЕ наградил его дипломом № 1 международного организатора за организацию шахматной олимпиады в 1996 году.
Его имя было записано в золотой книге ФИДЕ.
Скончался 14 апреля 2023 года.

## Награды
- За вклад в развитие физкультуры и спорта награждён медалью Мовсеса Хоренаци, а в 2003 году ему присуждено почётное звание Заслуженного деятеля физической культуры и спорта РА.
- В 2003 году за вклад в сфере науки и образования награждён медалью Анании Ширакаци.
- Медаль «За заслуги перед Отечеством» I степени (24 мая 2011) — по случаю дня Республики[5].